# Contarinia mali
Contarinia mali är en tvåvingeart som beskrevs av Barnes 1939. Contarinia mali ingår i släktet Contarinia och familjen gallmyggor. Inga underarter finns listade i Catalogue of Life.